# Zone urbaine (Finlande)
En Finlande, une zone urbaine (finnois : taajama, suédois : tätort) est définie comme une zone habitée d'au moins 200 personnes et dont la distance maximale entre bâtiments est de 200 mètres,. 
En raison de la définition stricte d'un taajama, ces zones existent à la fois à l'intérieur et à l'extérieur des villes et des limites municipales.

## Grandes zones urbaines
La plus grande zone urbaine de Finlande zone urbaine d'Helsinki (Helsinki keskustaajama/Helsingfors centraltätort), avec environ 1 200 000 habitants en 2014. Elle s'étend sur Helsinki ainsi que 10 autres municipalités du Grand Helsinki de la zone. La deuxième plus grand est la zone urbaine de Tampere (Tampereen keskustaajama/Tammerfors centraltätort) avec près de 320 000 habitants en 2012.

## Trafic routier
La présence de zones urbaines est utilisée pour réguler le trafic, avec une vitesse limite par défaut de 50 kilomètres par heure à l'intérieur et 80 kilomètres par heure en dehors. Chaque route importante menant vers ou depuis une zone urbaine est marquée par un panneau de signalisation routière. 